# Ole Madsen
Pour les articles homonymes, voir Madsen.
Ole Eduard Fischer Madsen, né le 21 décembre 1934 et mort le 26 mars 2006, était un ancien footballeur danois évoluant au poste d'attaquant.

## Biographie
Madsen a été élu meilleur joueur danois de l'année en 1964. Il est l'un des meilleurs buteurs de tous les temps en équipe du Danemark avec 42 buts en 51 sélections.

## Clubs
- 1949-1950 : Bispebjerg BK
- 1950-1957 : BK Stefan
- 1958-1965 : Hellerup IK
- 1965-1968 : Sparta Rotterdam (P-B)
- 1968-1970 : Hellerup IK

## Palmarès
- Joueur danois de l'année 1964
- Coupe des Pays-Bas 1966.